# Alstroemeria patagonica
Alstroemeria patagonica, cuyo nombre vulgar es amancay, es la más austral de todas las especies del género Alstroemeria. Se reconoce por sus hojas no resupinadas, delgadas y con flores amarillo-anaranjadas solitarias.
Alstroemeria patagonica es conocida en Chile como "amancay del desierto" y en Argentina como "lirio amarillo". Fue descrita por R.A. Philippi en 1896 en los Anales de la Universidad de Chile, basado en un ejemplar recolectado en el lago Santa Cruz, en diciembre de 1877.

## Distribución
Presenta una amplia distribución, en Chile desde Chile Chico (46º30' S) hasta los 52º45' S en la provincia de Última Esperanza, Magallanes y seguramente hasta Tierra del Fuego. Distribución amplia en Argentina, desde los 39° S al sur, abarcando desde los 65º W hasta los 71° W en la estepa patagónica, desde Neuquén hasta Santa Cruz y en Tierra del Fuego. Desde el nivel del mar hasta los 900 m s. n. m.

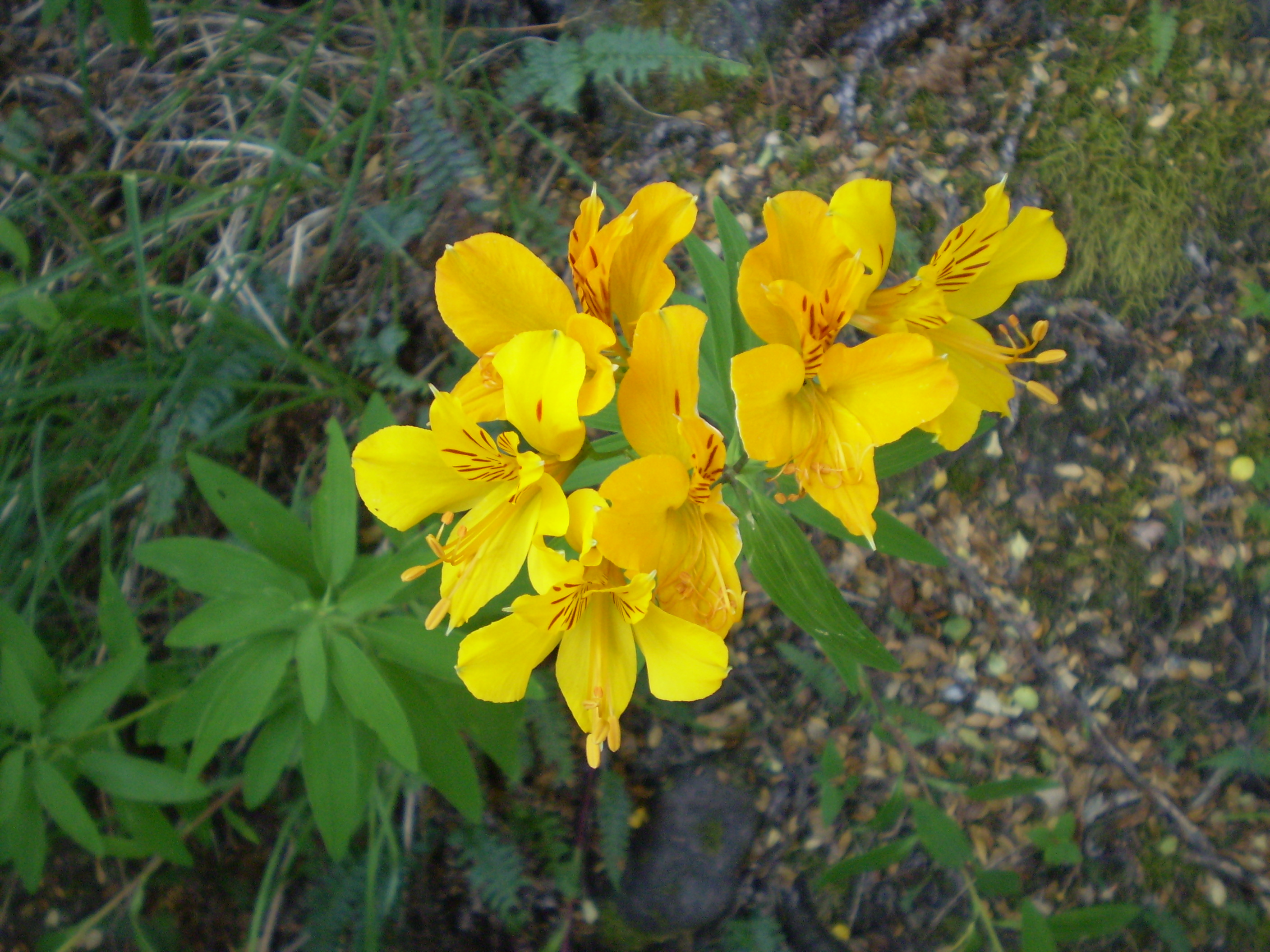
Amancay.

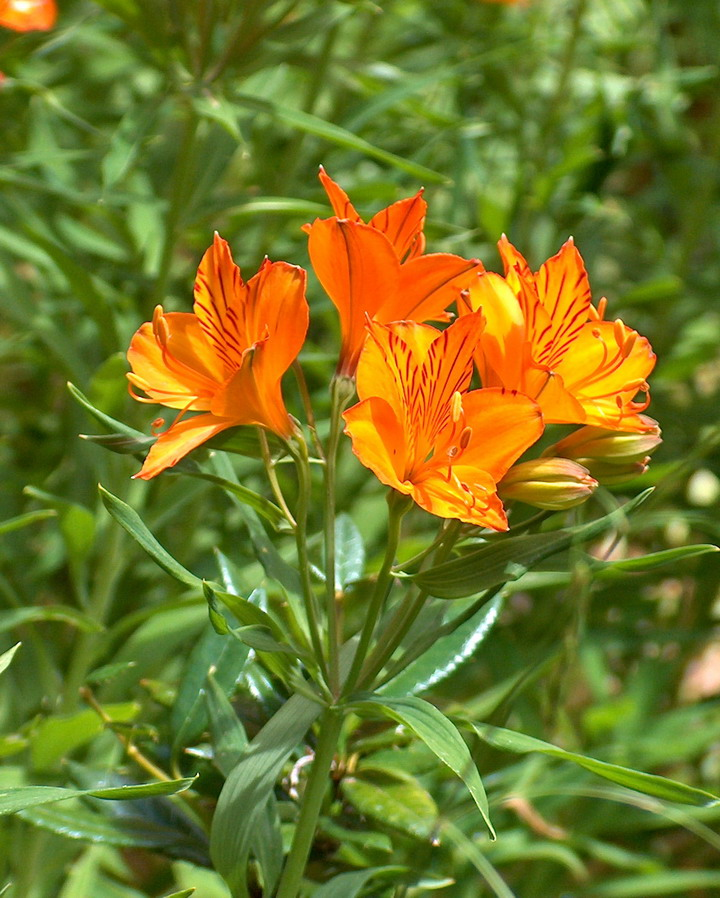
Amancay.

## Descripción
Presenta una altura de hasta 1,5 m. Tallos redondeados con hojas sésiles, linear a oblanceoladas de 1 a 4 cm de largo por 0,1 a 0,5 de ancho.
Tiene una flor única y terminal de color amarillo-anaranjado, con un corto pedicelo. Los tépalos son casi iguales de 1,5 a 4 cm de largo, los externos a veces con rayitas púrpuras, los internos con rayitas púrpuras en la superficie.
Florece de diciembre a enero y en febrero-marzo se pueden ver los frutos.

## Taxonomía
Alstroemeria patagonica fue descrita por Rodolfo Amando Philippi, y publicado en Anales de la Universidad de Chile 84: 160. 1894.
Etimología
Alstroemeria: nombre genérico que fue nombrado en honor del botánico sueco barón Clas Alströmer (Claus von Alstroemer) por su amigo Carlos Linneo.
patagonica: epíteto geográfico que alude a su localización en Patagonia.
Sinonimia
- Alstroemeria nana Rendle
- Alstroemeria patagonica forma biflora Ravenna.[4]